# Хпюк
Хпюк — село в Курахському районі Дагестану.
Село розташоване між чотирма ущелинами: Магудере, Агулдере, Гушандере, Хпюкдере. Мешканці села розмовляють на Агульській мові. Населення 396 осіб.
Засноване 1500 років тому двома братами агулами: Хапукай і Магомед. Брати були вигнані з села Хутхул з тухума Хумаяр. Згодом до них долучилися інші вигнанці, а пізніше і жителі розрушеного Надір-шахом села Екєз. В 1648 році з села Усар в Хпюк переїхало одразу декілька сімей.
Назву село отримало від Хапукай — Хпюк. В селі три великих тухуми: Гъуливар, Саруяр, Моллавар. Гажі-Алі з тухума Гъуливар за свій рахунок в селі побудував мечеть, млин «Калкам». Крім цього він звів кам'яні стовпи, оріентири на гору Калук. Через калукську дорогу хпюкці могли йти в Касумкєнт.